# Prix littéraires du Gouverneur général 1936
Liste des Prix littéraires du Gouverneur général pour 1936, chacun suivi du gagnant.

## Anglais
- Prix du Gouverneur général : romans et nouvelles de langue anglaise : Bertram Richard Brooker, Think of the Earth.
- Prix du Gouverneur général : études et essais de langue anglaise : T. B. Robertson, collected newspaper articles.